# Ulmus thomasii
Ulmus thomasii — вид квіткових рослин з родини в'язових (Ulmaceae). Поширення: південно-східна Канада, центральна та східна частини США.

## Біоморфологічна характеристика
Дерево до 30 метрів заввишки; крони довгасті. Кора сіра, глибоко тріщинувата з широкими, сплющеними гребенями. Деревина тверда. Гілки коротко розлогі, молоді гілки запушені, старі з 3-5 виступаючими, неправильними, корковими крилами; гілочки червонуваті, запушені. Ніжка листка ≈ 5 мм, запушена. Листкова пластинка від оберненояйцеподібної до довгасто-овальної, (2.5)9–11(16) × 2.5–5 см, основа коса, краї подвійно пилчасті, верхівка коротко загострена; поверхні знизу біло-запушені, запушення не вкрите щілинами в пазухах жилок, зверху темно-зелені, зазвичай голі, іноді шорсткі. Суцвіття довгозвисаючі, (7)10(13)-квіткові, до 5 см. Квіти: чашечка глибоко лопатева, розділена майже до середини, частки 7–8; тичинки 5–8; пиляки темно-пурпурові. Крилатки еліптичних до овальних, 1.5–2.2 см, вузькокрилі, запушені, краї коротко війчасті, верхівка неглибоко виїмчаста. Насіння роздуте, не потовщене. 2n = 28. Цвітіння: весна.

## Середовище
Населяє скелясті схили, виходи вапняку, багаті ліси, заплави, береги річок. Зростає на висотах 30–900 метрів.

## Використання
Деревина здавна цінується за свою виняткову міцність і високу якість. З цієї причини U. thomasii значно переробляється в багатьох місцевостях. Він дуже стійкий до ударів і має чудові властивості згинання, що робить його придатним для виготовлення гнутих частин меблів, ящиків і контейнерів, а також як основу для шпону. Значна частина стародавньої деревини експортувалася для виготовлення корабельної деревини. Деревину досі видобувають у нижньому Мічигані та південно-східному Онтаріо.

## Галерея

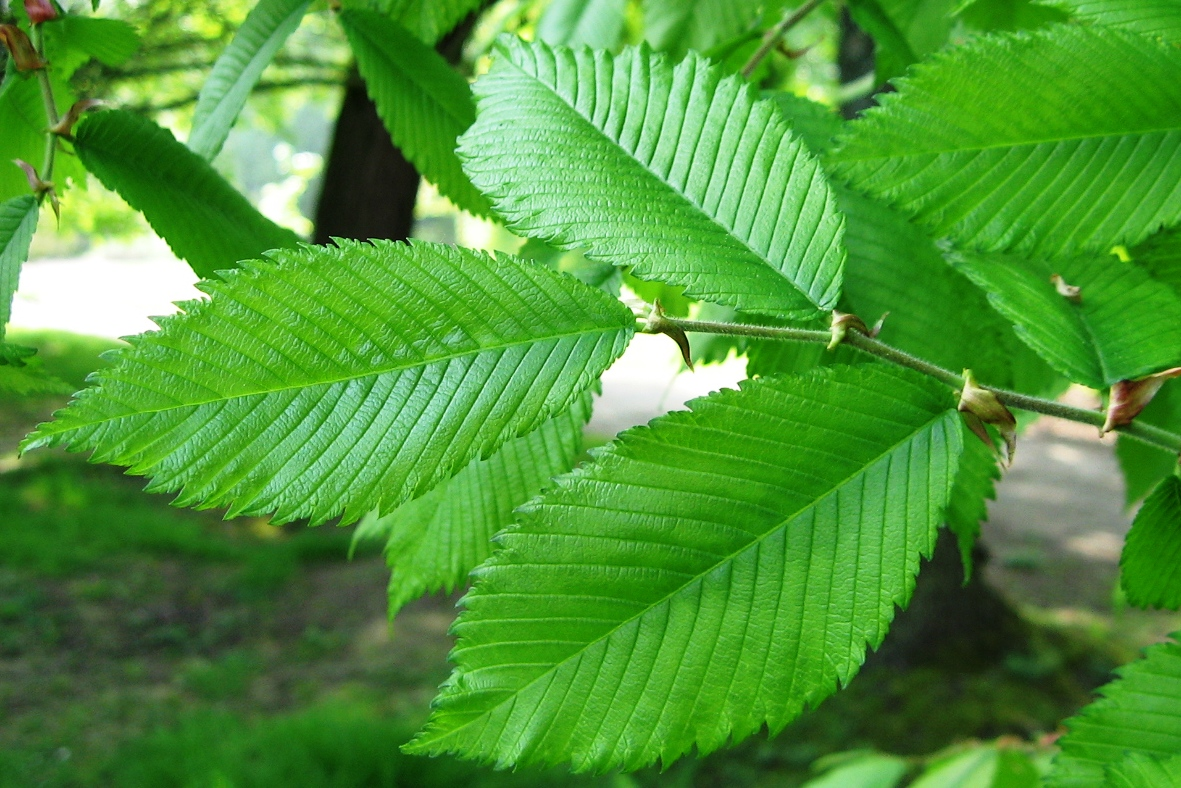
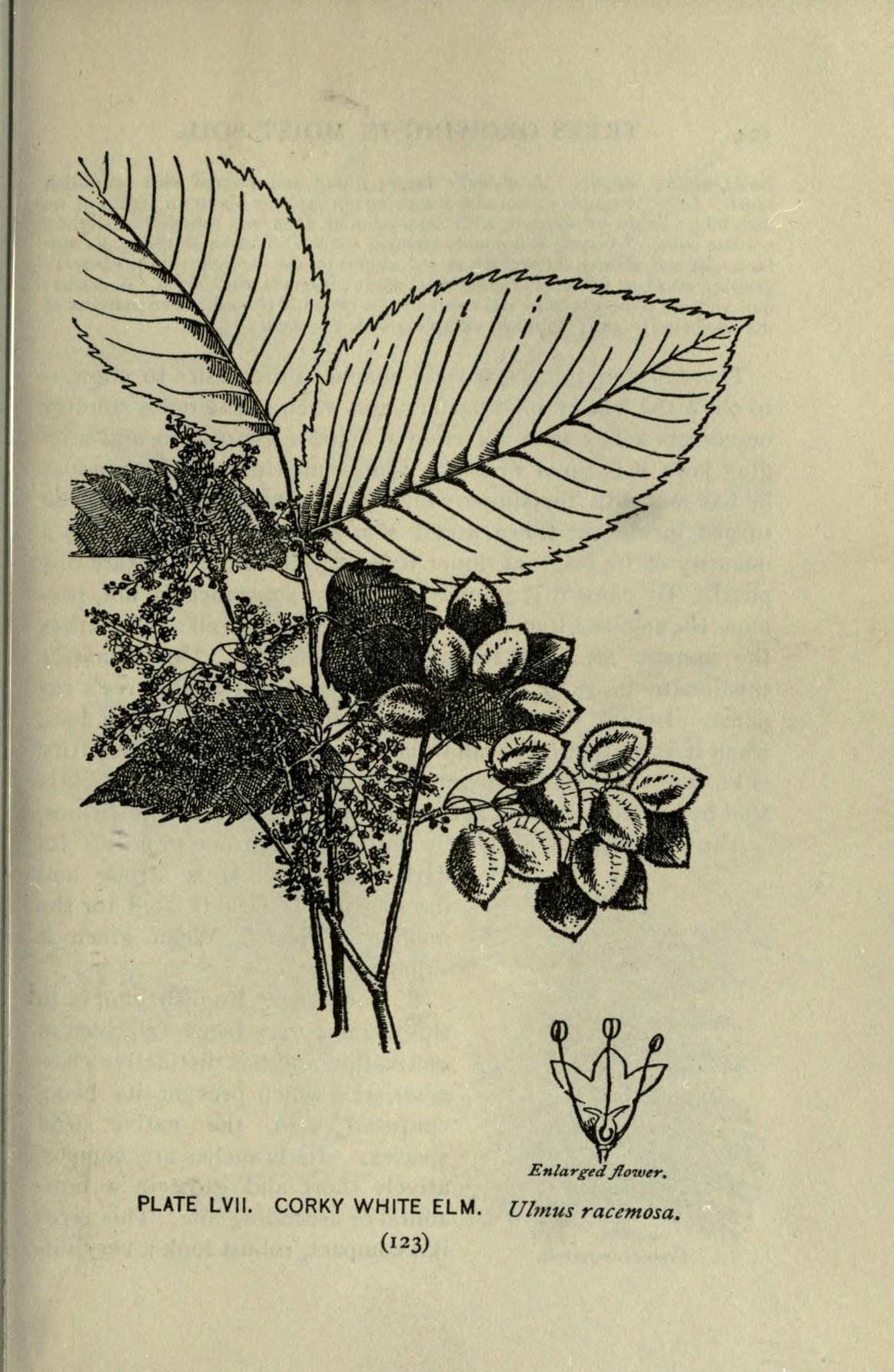